# Campionato mondiale Supersport 300 2020
Il Campionato Mondiale Supersport 300 2020 è la quarta edizione del campionato mondiale Supersport 300.
Il calendario originale prevedeva l'inizio del campionato sul circuito di Jerez de la Frontera in Spagna il 29 marzo e l'ultima gara sul circuito di Magny Cours in Francia il 27 settembre con un totale di 10 GP complessivi; tuttavia a seguito della Pandemia di COVID-19, sono stati cancellati i gran premi di Assen, Imola, Donington Park, Oschersleben e Misano.
Durante la stagione sono stati disputati sette gran premi in sei diversi circuiti, tutti in europa. Inoltre ogni tappa ha ospitato due gare della categoria, che quindi ha corso in questa stagione quattordici gare, quattro in più di quelle previste nel calendario originale.
In questa stagione è stato introdotto il sistema di qualifica a turno unico a cui partecipano i primi 30 piloti delle combinate di prove libere. Gli altri piloti esclusi, come nelle passate edizioni, partecipano alla "Last Chance Race", una gara di qualificazione, e i primi sei classificati di questi sono ammessi alle gare ufficiali.

## Piloti partecipanti
Tutte le motociclette in competizione sono equipaggiate con pneumatici forniti dalla Pirelli.
| Nº | Pilota                   | Squadra                                 | Motocicletta       |
| -- | ------------------------ | --------------------------------------- | ------------------ |
| 2  | Alejandro Carrión        | Smrž Racing - Willi Race                | Kawasaki Ninja 400 |
| 3  | Marco Gaggi              | Machado Came                            | Yamaha YZF-R3      |
| 4  | Christian Stange         | Freudenberg KTM                         | KTM RC 390 R       |
| 5  | Javier Corral Arias      | I+Dent Racing                           | Yamaha YZF-R3      |
| 6  | Jeffrey Buis             | MTM Kawasaki Motoport                   | Kawasaki Ninja 400 |
| 7  | Johan Gimbert            | GP Project                              | Kawasaki Ninja 400 |
| 8  | Mika Pérez               | Prodina Ircos                           | Kawasaki Ninja 400 |
| 9  | Paolo Grassia            | Chiodo Moto Racing                      | Yamaha YZF-R3      |
| 9  | Paolo Grassia            | Chiodo Moto Racing                      | Kawasaki Ninja 400 |
| 10 | Unai Orradre             | Yamaha MS Racing                        | Yamaha YZF-R3      |
| 11 | Ana Carrasco             | Kawasaki Provec                         | Kawasaki Ninja 400 |
| 12 | Romain Doré              | Doré Racing                             | Yamaha YZF-R3      |
| 14 | Enzo de la Vega          | Machado Came                            | Yamaha YZF-R3      |
| 15 | Alfonso Coppola          | Kawasaki GP Project                     | Kawasaki Ninja 400 |
| 16 | Emanuele Vocino          | Gradara Corse                           | Kawasaki Ninja 400 |
| 17 | Koen Meuffels            | MTM Kawasaki Motoport                   | Kawasaki Ninja 400 |
| 18 | Indy Offer               | Scuderia Maranga Racing                 | Kawasaki Ninja 400 |
| 19 | Víctor Rodríguez Núñez   | 2R Racing                               | Kawasaki Ninja 400 |
| 19 | Víctor Rodríguez Núñez   | EAB Ten Kate Racing                     | Yamaha YZF-R3      |
| 20 | Gaetan Matern            | Machado Came                            | Yamaha YZF-R3      |
| 21 | Borja Sánchez            | Scuderia Maranga Racing                 | Kawasaki Ninja 400 |
| 21 | Enzo Valentim Garcia     | Scuderia Maranga Racing                 | Kawasaki Ninja 400 |
| 22 | Mykyta Kalinin           | Battley-RT Motorsports by SKM-Kawasaki  | Kawasaki Ninja 400 |
| 23 | Sylvain Markarian        | Yamaha MS Racing                        | Yamaha YZF-R3      |
| 24 | Daniel Blin              | Biblion Motoxracing Yamaha              | Yamaha YZF-R3      |
| 25 | Alan Kroh                | Yamaha MS Racing                        | Yamaha YZF-R3      |
| 26 | Mirko Gennai             | BrCorse                                 | Yamaha YZF-R3      |
| 27 | Filippo Rovelli          | Kawasaki ParkinGO                       | Kawasaki Ninja 400 |
| 28 | Nicola Bernabè           | Outdo Kawasaki TPR                      | Kawasaki Ninja 400 |
| 30 | Glenn van Straalen       | EAB Ten Kate Racing                     | Yamaha YZF-R3      |
| 32 | Aléx Millán Gómez        | GP Project                              | Kawasaki Ninja 400 |
| 33 | Óscar Núñez Roldán       | Scuderia Maranga Racing                 | Kawasaki Ninja 400 |
| 33 | Óscar Núñez Roldán       | Scuderia Maranga Racing                 | Kawasaki Ninja 400 |
| 34 | Beatriz Neila            | Team Trasimeno                          | Yamaha YZF-R3      |
| 35 | Lukáš Simon              | ACCR Czech Talent Team - Willi Race     | Kawasaki Ninja 400 |
| 37 | Pedro Fragoso            | Stand os Putos Racing                   | Yamaha YZF-R3      |
| 37 | Pedro Fragoso            | Machado Came                            | Yamaha YZF-R3      |
| 39 | Stefano Raineri          | Team Eleven                             | Kawasaki Ninja 400 |
| 40 | Marcos Lahoz Senli       | Machado Came                            | Yamaha YZF-R3      |
| 41 | Jan-Ole Jähnig           | Freudenberg KTM Junior                  | KTM RC 390 R       |
| 42 | Iker García Abella       | Alarxa Team Pons                        | Kawasaki Ninja 400 |
| 43 | Marc García              | 2R Racing                               | Kawasaki Ninja 400 |
| 44 | Tom Bramich              | Carl Cox-RT Motorsports by SKM-Kawasaki | Kawasaki Ninja 400 |
| 45 | Felipe Macan             | Brasil AD 78                            | Yamaha YZF-R3      |
| 46 | Samuel Di Sora           | Leader Team Flembbo                     | Kawasaki Ninja 400 |
| 47 | Luis Verdugo de la Torre | Smrž Racing - Willi Race                | Kawasaki Ninja 400 |
| 47 | Matyás Cervenka          | Smrž Racing - Willi Race                | Kawasaki Ninja 400 |
| 48 | Thomas Brianti           | Prodina Ircos                           | Kawasaki Ninja 400 |
| 49 | Luca de Vleeschauwer     | RT Motorsports by SKM - Kawasaki        | Kawasaki Ninja 400 |
| 51 | Héctor Yebra Perez       | Scuderia Maranga Racing                 | Kawasaki Ninja 400 |
| 52 | Oliver König             | Freudenberg KTM Junior                  | KTM RC 390 R       |
| 52 | Oliver König             | Movisio by Freudenberg Jr               | Kawasaki Ninja 400 |
| 53 | Petr Svoboda             | WRP Wepol Racing                        | Yamaha YZF-R3      |
| 54 | Bahattin Sofuoğlu        | Biblion Motoxracing Yamaha              | Yamaha YZF-R3      |
| 58 | Iñigo Iglesias Bravo     | Scuderia Maranga Racing                 | Kawasaki Ninja 400 |
| 59 | Alessandro Zanca         | 2R Racing                               | Kawasaki Ninja 400 |
| 59 | Alessandro Zanca         | GP Project                              | Kawasaki Ninja 400 |
| 61 | Yuta Okaya               | MTM Kawasaki Motoport                   | Kawasaki Ninja 400 |
| 62 | David Kubáň              | ACCR Czech Talent Team - Willi Race     | Kawasaki Ninja 400 |
| 63 | Miloslav Hřava           | ACCR Czech Talent Team - Willi Race     | Kawasaki Ninja 400 |
| 64 | Hugo De Cancellis        | Team Trasimeno                          | Yamaha YZF-R3      |
| 65 | Sharni Lee Pinfold       | Smrz Racing by Blue Garage              | Kawasaki Ninja 400 |
| 66 | Eunan McGlinchey         | Team#109 Kawasaki                       | Kawasaki Ninja 400 |
| 68 | Jarno Ioverno            | Scuderia Maranga Racing                 | Kawasaki Ninja 400 |
| 69 | Tom Booth-Amos           | RT Motorsports by SKM - Kawasaki        | Kawasaki Ninja 400 |
| 70 | Miguel Santiago Duarte   | Yamaha MS Racing                        | Yamaha YZF-R3      |
| 71 | Tom Edwards              | Kawasaki ParkinGO                       | Kawasaki Ninja 400 |
| 72 | Álvaro Díaz              | Biblion Motoxracing Yamaha              | Yamaha YZF-R3      |
| 73 | José Luis Pérez González | Machado Came                            | Yamaha YZF-R3      |
| 75 | Francesc Pérez Casas     | ETG Racing                              | Yamaha YZF-R3      |
| 76 | Štěpán Zuda              | Smrž Racing - Willi Race                | Kawasaki Ninja 400 |
| 77 | Loris Gruau              | TGP Racing                              | Kawasaki Ninja 400 |
| 78 | Daniel Mogeda            | Outdo Kawasaki TPR                      | Kawasaki Ninja 400 |
| 79 | Tomás Alonso             | Tomás Alonso                            | Kawasaki Ninja 400 |
| 79 | Tomás Alonso             | Kawasaki Rame Moto Racing               | Kawasaki Ninja 400 |
| 80 | Gabriele Mastroluca      | GP Project                              | Kawasaki Ninja 400 |
| 81 | Ángel Heredia            | Deza-Ismabon Racing                     | Kawasaki Ninja 400 |
| 83 | Meikon Kawakami          | Brasil AD 78                            | Yamaha YZF-R3      |
| 84 | Kim Aloisi               | ProGP Racing                            | Yamaha YZF-R3      |
| 85 | Kevin Sabatucci          | Kawasaki GP Project                     | Kawasaki Ninja 400 |
| 86 | James McManus            | Team#109 Kawasaki                       | Kawasaki Ninja 400 |
| 87 | Ton Kawakami             | Yamaha MS Racing                        | Yamaha YZF-R3      |
| 88 | Bruno Ieraci             | Kawasaki GP Project                     | Kawasaki Ninja 400 |
| 93 | Adrien Quinet            | TGP Racing                              | Kawasaki Ninja 400 |
| 94 | Sara Sánchez Tamayo      | ProGP Racing                            | Yamaha YZF-R3      |
| 94 | Sara Sánchez Tamayo      | 2R Racing                               | Kawasaki Ninja 400 |
| 95 | Scott Deroue             | MTM Kawasaki Motoport                   | Kawasaki Ninja 400 |
| 96 | Filip Salač              | ACCR Czech Talent Team - Willi Race     | Kawasaki Ninja 400 |
| 97 | Maximilian Kappler       | Freudenberg KTM                         | KTM RC 390 R       |
| 98 | Tom Berçot               | ProGP Racing                            | Yamaha YZF-R3      |
| 99 | Adrián Huertas           | ProGP Racing                            | Yamaha YZF-R3      |

| Legenda            |
| ------------------ |
| Pilota wildcard    |
| Pilota sostitutivo |

## Calendario
| Nº | Data              | Gran Premio | Circuito    | Pole Position     | Vincitore gara 1  | Vincitore gara 2  | Leader del Campionato | Resoconto |
| -- | ----------------- | ----------- | ----------- | ----------------- | ----------------- | ----------------- | --------------------- | --------- |
| 1  | 1º e 2 agosto     | Spagna      | Jerez       | Meikon Kawakami   | Unai Orradre      | Bahattin Sofuoğlu | Tom Booth-Amos        | Resoconto |
| 2  | 8 e 9 agosto      | Portogallo  | Portimão    | Yuta Okaya        | Ana Carrasco      | Scott Deroue      | Scott Deroue          | Resoconto |
| 3  | 29 e 30 agosto    | Aragona     | Aragón      | Jeffrey Buis      | Jeffrey Buis      | Jeffrey Buis      | Jeffrey Buis          | Resoconto |
| 4  | 5 e 6 settembre   | Teruel      | Aragón      | Bahattin Sofuoğlu | Bahattin Sofuoğlu | Jeffrey Buis      | Jeffrey Buis          | Resoconto |
| 5  | 19 e 20 settembre | Catalogna   | Catalogna   | Tom Booth-Amos    | Tom Booth-Amos    | Yuta Okaya        | Jeffrey Buis          | Resoconto |
| 6  | 3 e 4 ottobre     | Francia     | Magny Cours | Tom Booth-Amos    | Jeffrey Buis      | Marc García       | Jeffrey Buis          | Resoconto |
| 7  | 17 e 18 ottobre   | Portogallo  | Estoril     | Mykyta Kalinin    | Mika Pérez        | Koen Meuffels     | Jeffrey Buis          | Resoconto |

## Classifiche

### Classifica Piloti
| Pos. | Pilota                   | Moto              |     |     |     |     |     |     |     |     |     |     |     |     |     |     | P.ti |
| ---- | ------------------------ | ----------------- | --- | --- | --- | --- | --- | --- | --- | --- | --- | --- | --- | --- | --- | --- | ---- |
| 1    | Jeffrey Buis             | Kawasaki          | 29  | 12  | 2   | 4   | 1   | 1   | 2   | 1   | 5   | 3   | 1   | 2   | 6   | 9   | 221  |
| 2    | Scott Deroue             | Kawasaki          | 3   | 4   | 4   | 1   | Rit | 2   | 3   | 2   | 13  | 2   | 2   | 4   | 8   | 16  | 187  |
| 3    | Bahattin Sofuoğlu        | Yamaha            | 5   | 1   | 5   | 5   | Rit | Rit | 1   | 3   | 9   | 10  | 3   | Rit | 14  | 4   | 143  |
| 4    | Koen Meuffels            | Kawasaki          | 14  | 15  | 9   | 8   | NP  | 8   | Rit | 4   | 8   | 4   | 8   | 7   | 2   | 1   | 122  |
| 5    | Mika Pérez               | Kawasaki          | Rit | Rit | 7   | 6   | 3   | 24  | 6   | 5   | 4   | 13  | Rit | Rit | 1   | 3   | 113  |
| 6    | Tom Booth-Amos           | Kawasaki          | 2   | 3   | 3   | Rit | 5   | Rit | Rit | 9   | 1   | Rit | Rit | 26  | 3   | Rit | 111  |
| 7    | Unai Orradre             | Yamaha            | 1   | 6   | Rit | 2   | 6   | 3   | 5   | 6   | 20  | 26  | 20  | 16  | Rit | 13  | 105  |
| 8    | Ana Carrasco             | Kawasaki          | 6   | 2   | 1   | Rit | 2   | 5   | 4   | 20  | Inf | Inf | Inf | Inf | Inf | Inf | 99   |
| 9    | Samuel Di Sora           | Kawasaki          | 11  | 18  | 6   | 9   | NQ  | NQ  | 22  | 10  | 2   | 11  | 7   | 24  | 7   | 2   | 91   |
| 10   | Yuta Okaya               | Kawasaki          | 4   | Rit | 27  | 3   | Rit | Rit | Rit | Rit | 27  | 1   | 6   | 5   | 12  | 6   | 89   |
| 11   | Meikon Kawakami          | Yamaha            | 30  | 5   | 8   | Rit | 8   | 4   | 10  | 12  | 15  | 5   | Rit | NP  | 9   | 5   | 80   |
| 12   | Hugo De Cancellis        | Yamaha            | Rit | 9   | Rit | Rit | 4   | 9   | Rit | 13  | 14  | 7   | 5   | 3   | Rit | NP  | 68   |
| 13   | Bruno Ieraci             | Kawasaki          | 21  | 7   | Rit | Rit | 7   | 6   | 7   | 7   | Rit | Rit | 11  | 12  | 4   | Rit | 68   |
| 14   | Kevin Sabatucci          | Kawasaki          | 7   | 10  | 19  | 15  | Rit | 11  | 26  | 8   | 18  | Rit | 4   | Rit | 11  | 8   | 55   |
| 15   | Ton Kawakami             | Yamaha            | 10  | 11  | 10  | Rit | Rit | 7   | 12  | 14  | 11  | 27  | 10  | 14  | 10  | 14  | 53   |
| 16   | Marc García              | Kawasaki          |     |     |     |     |     |     |     |     | 3   | 20  | Rit | 1   | 13  | 12  | 48   |
| 17   | Adrián Huertas           | Yamaha            | Inf | Inf | Inf | Inf | 11  | Rit | 8   | 11  | 28  | 9   | 13  | 6   | 16  | 10  | 44   |
| 18   | Nick Kalinin             | Kawasaki          | 9   | 8   | 11  | Rit | 14  | 13  | Rit | 18  | Rit | 8   | Rit | Rit | Rit | 7   | 42   |
| 19   | Filippo Rovelli          | Kawasaki          | 27  | 13  | NQ  | NQ  | 17  | 12  | NQ  | NQ  | 6   | Rit | Rit | 11  | Rit | Rit | 22   |
| 20   | Víctor Rodríguez Núñez   | Kawasaki e Yamaha |     |     |     |     | SQ  | SQ  | SQ  | SQ  | 7   | 18  | Rit | NP  | 5   | Rit | 20   |
| 21   | Álvaro Díaz              | Yamaha            | 8   | 14  | 23  | 16  | 21  | 22  | 13  | 21  | NQ  | NQ  | NP  | 9   | 18  | 18  | 20   |
| 22   | Iñigo Iglesias Bravo     | Kawasaki          | 23  | 17  | 17  | Rit | 10  | 25  | 15  | 15  | Rit | 6   | 22  | 18  |     |     | 18   |
| 23   | Alan Kroh                | Yamaha            | 15  | 16  | NQ  | NQ  | 9   | 14  | 9   | 16  | 25  | 16  | NQ  | NQ  | 19  | 15  | 18   |
| 24   | Tom Edwards              | Kawasaki          | Rit | 24  | Rit | 7   | Rit | Rit | 16  | 23  | NQ  | NQ  | Rit | 8   | Rit | 22  | 17   |
| 25   | Glenn van Straalen       | Yamaha            | 19  | 19  | 12  | 10  | 19  | 10  | Rit | 17  |     |     |     |     |     |     | 16   |
| 26   | Enzo de la Vega          | Yamaha            | 20  | 22  | 15  | 11  | 18  | 17  | 20  | 19  | NQ  | NQ  | 9   | 15  | NQ  | NQ  | 14   |
| 27   | Alfonso Coppola          | Kawasaki          | 22  | 20  | 16  | 13  | 12  | 19  | 18  | 26  | 12  | 17  | Rit | 13  | Rit | Rit | 14   |
| 28   | Felipe Macan             | Yamaha            | 25  | 25  | Rit | 24  | Rit | NP  | NQ  | NQ  | 16  | 24  | 12  | 10  | Inf | Inf | 10   |
| 29   | Johan Gimbert            | Kawasaki          | Rit | 27  | NQ  | NQ  | SQ  | SQ  | 14  | 22  | 10  | Rit | 19  | 23  | 17  | 20  | 8    |
| 30   | Mirko Gennai             | Yamaha            | NQ  | NQ  | 14  | 22  | 16  | 21  | 17  | 30  | 21  | 19  | 16  | 28  | 25  | 11  | 7    |
| 31   | Oliver König             | KTM e Kawasaki    | 17  | Rit | Rit | 12  | 13  | 16  | Rit | 25  | NP  | NP  |     |     |     |     | 7    |
| 32   | Alejandro Carrión        | Kawasaki          | 13  | Rit | 13  | 19  | 15  | 18  | 24  | 29  | 23  | Rit |     |     | Rit | 26  | 7    |
| 33   | Filip Salač              | Kawasaki          |     |     |     |     |     |     | 11  | NC  |     |     |     |     |     |     | 5    |
| 34   | Kim Aloisi               | Yamaha            | 12  | 29  | 25  | 17  | Rit | 15  | Rit | NP  | Rit | Rit | 25  | 20  | NQ  | NQ  | 5    |
| 35   | Daniel Mogeda            | Kawasaki          |     |     |     |     |     |     |     |     | 24  | 12  |     |     |     |     | 4    |
| 36   | Tom Bramich              | Kawasaki          | NQ  | NQ  | NQ  | NQ  | NQ  | NQ  | 21  | Rit | NQ  | NQ  | 14  | Rit | Rit | 19  | 2    |
| 37   | Ángel Heredia            | Kawasaki          |     |     |     |     |     |     |     |     | 29  | 14  |     |     |     |     | 2    |
| 38   | Tom Berçot               | Kawasaki          | Rit | 28  | Rit | 14  | Rit | 20  | NQ  | NQ  | NQ  | NQ  | 18  | 21  | Rit | 20  | 2    |
| 39   | José Luis Pérez González | Yamaha            | NQ  | NQ  | NQ  | NQ  | NQ  | NQ  | NQ  | NQ  | 22  | 23  | NQ  | NQ  | 15  | Rit | 1    |
| 40   | Daniel Blin              | Yamaha            | NQ  | NQ  | NQ  | NQ  | NQ  | NQ  | 25  | 28  | NQ  | NQ  | 15  | 17  | 22  | 27  | 1    |
| 41   | Paolo Grassia            | Yamaha e Kawasaki | 24  | 26  | NQ  | NQ  | NQ  | NQ  | 19  | 24  | Rit | 15  | NQ  | NQ  |     |     | 1    |
| NC   | Jan-Ole Jähnig           | KTM               | 16  | 21  | 18  | Rit |     |     |     |     |     |     |     |     |     |     | 0    |
| -    | Lukáš Simon              | Kawasaki          |     |     |     |     |     |     |     |     |     |     | 17  | 22  | NQ  | NQ  | 0    |
| -    | Iker García Abella       | Kawasaki          |     |     |     |     |     |     |     |     | 17  | 22  |     |     |     |     | 0    |
| -    | Petr Svoboda             | Yamaha            |     |     |     |     |     |     |     |     |     |     | Rit | 27  | Rit | 17  | 0    |
| -    | Gabriele Mastroluca      | Kawasaki          | 28  | 23  | 21  | 18  | Rit | 23  | 23  | 27  | 26  | 26  | Inf | Inf |     |     | 0    |
| -    | Sylvain Markarian        | Yamaha            | 18  | Rit | 24  | Rit | Rit | Rit | NQ  | NQ  | NQ  | NQ  | 21  | 25  | 24  | 24  | 0    |
| -    | Francesc Pérez Casas     | Yamaha            |     |     |     |     |     |     |     |     | 19  | 21  |     |     |     |     | 0    |
| -    | Jarno Ioverno            | Kawasaki          | NQ  | NQ  | NQ  | NQ  | NQ  | NQ  | NQ  | NQ  | NQ  | NQ  | 23  | 19  |     |     | 0    |
| -    | Óscar Núñez Roldán       | Kawasaki          |     |     |     |     | 20  | Rit |     |     |     |     |     |     | 23  | 21  | 0    |
| -    | Sara Sánchez Tamayo      | Yamaha e Kawasaki | NQ  | NQ  | 26  | 20  |     |     |     |     |     |     |     |     | NQ  | NQ  | 0    |
| -    | Maximilian Kappler       | KTM               | NQ  | NQ  | 20  | Rit |     |     |     |     |     |     |     |     |     |     | 0    |
| -    | Marco Gaggi              | Yamaha            | NQ  | NQ  | NQ  | NQ  | NQ  | NQ  | NQ  | NQ  | NQ  | NQ  | NQ  | NQ  | 21  | 23  | 0    |
| -    | Tomás Alonso             | Kawasaki          |     |     | Rit | 21  |     |     |     |     |     |     |     |     | NQ  | NQ  | 0    |
| -    | Emanuele Vocino          | Kawasaki          | NQ  | NQ  | 22  | 23  |     |     |     |     |     |     |     |     |     |     | 0    |
| -    | Alessandro Zanca         | Kawasaki          |     |     |     |     | NQ  | NQ  | NQ  | NQ  | NQ  | NQ  |     |     | 26  | 25  | 0    |
| -    | Christian Stange         | KTM               | 26  | 30  | NQ  | NQ  |     |     |     |     |     |     |     |     |     |     | 0    |
| -    | Eunan McGlinchey         | Kawasaki          | NQ  | NQ  | NQ  | NQ  | NQ  | NQ  | NQ  | NQ  | NQ  | NQ  | 26  | NP  |     |     | 0    |
| -    | Thomas Brianti           | Kawasaki          | SQ  | SQ  | SQ  | SQ  | SQ  | SQ  | SQ  | SQ  | SQ  | SQ  | SQ  | SQ  | SQ  | SQ  | 0    |
| -    | Loris Gruau              | Kawasaki          | NQ  | NQ  | NQ  | NQ  | NQ  | NQ  | NQ  | NQ  | NQ  | NQ  | NQ  | NQ  | NQ  | NQ  | 0    |
| -    | Adrien Quinet            | Kawasaki          | NQ  | NQ  | NQ  | NQ  | NQ  | NQ  | NQ  | NQ  | NQ  | NQ  | NQ  | NQ  | NQ  | NQ  | 0    |
| -    | Indy Offer               | Kawasaki          | Inf | Inf | Inf | Inf | NQ  | NQ  | NQ  | NQ  | NQ  | NQ  | NQ  | NQ  | NQ  | NQ  | 0    |
| -    | Romain Doré              | Yamaha            | NQ  | NQ  | NQ  | NQ  | NQ  | NQ  | NQ  | NQ  |     |     | NQ  | NQ  |     |     | 0    |
| -    | Matyás Cervenka          | Kawasaki          | NQ  | NQ  | NQ  | NQ  | NQ  | NQ  | NQ  | NQ  | NQ  | NQ  |     |     |     |     | 0    |
| -    | Pedro Fragoso            | Yamaha            |     |     | NQ  | NQ  |     |     |     |     | NQ  | NQ  | NQ  | NQ  | NQ  | NQ  | 0    |
| -    | Gaetan Matern            | Yamaha            | NQ  | NQ  | NQ  | NQ  | NQ  | NQ  |     |     |     |     |     |     |     |     | 0    |
| -    | Miloslav Hřava           | Kawasaki          | NQ  | NQ  | NQ  | NQ  | Inf | Inf | Inf | Inf |     |     |     |     |     |     | 0    |
| -    | Miguel Santiago Duarte   | Yamaha            |     |     |     |     |     |     |     |     |     |     |     |     | NQ  | NQ  | 0    |
| -    | James McManus            | Kawasaki          |     |     |     |     |     |     |     |     |     |     |     |     | NQ  | NQ  | 0    |
| -    | Štěpán Zuda              | Kawasaki          |     |     |     |     |     |     |     |     |     |     |     |     | NQ  | NQ  | 0    |
| -    | Héctor Yebra Perez       | Kawasaki          |     |     |     |     |     |     |     |     |     |     |     |     | NQ  | NQ  | 0    |
| -    | Luca de Vleeschauwer     | Kawasaki          |     |     |     |     |     |     |     |     |     |     |     |     | NQ  | NQ  | 0    |
| -    | Aléx Millán Gómez        | Kawasaki          |     |     |     |     |     |     |     |     |     |     | NQ  | NQ  |     |     | 0    |
| -    | Sharni Lee Pinfold       | Kawasaki          |     |     |     |     |     |     |     |     |     |     | NQ  | NQ  |     |     | 0    |
| -    | Stefano Raineri          | Kawasaki          |     |     |     |     |     |     |     |     |     |     | NQ  | NQ  |     |     | 0    |
| -    | Nicola Bernabè           | Kawasaki          |     |     |     |     |     |     |     |     | NQ  | NQ  |     |     |     |     | 0    |
| -    | Javier Corral Arias      | Yamaha            |     |     |     |     |     |     |     |     | NQ  | NQ  |     |     |     |     | 0    |
| -    | David Kubáň              | Kawasaki          |     |     |     |     |     |     |     |     | NQ  | NQ  |     |     |     |     | 0    |
| -    | Beatriz Neila            | Yamaha            |     |     |     |     |     |     |     |     | NQ  | NQ  |     |     |     |     | 0    |
| -    | Marcos Lahoz Senli       | Yamaha            |     |     |     |     |     |     | NQ  | NQ  |     |     |     |     |     |     | 0    |
| -    | Enzo Valentim Garcia     | Kawasaki          |     |     | NQ  | NQ  |     |     |     |     |     |     |     |     |     |     | 0    |
| Pos  | Pilota                   | Moto              |     |     |     |     |     |     |     |     |     |     |     |     |     |     | P.ti |

| Legenda | 1º posto        | 2º posto            | 3º posto           | A punti      | Senza punti        | Grassetto – Pole position Corsivo – Giro più veloce |
| Legenda | Gara non valida | Non qual./Non part. | Ritirato/Non class | Squalificato | '-' Dato non disp. | Grassetto – Pole position Corsivo – Giro più veloce |

### Sistema di punteggio
| Pos.  | 1  | 2  | 3  | 4  | 5  | 6  | 7 | 8 | 9 | 10 | 11 | 12 | 13 | 14 | 15 | 16> |
| Punti | 25 | 20 | 16 | 13 | 11 | 10 | 9 | 8 | 7 | 6  | 5  | 4  | 3  | 2  | 1  | 0   |

### Costruttori
| Pos. | Costruttore | Motocicletta |    |    |    |    |   |   |   |   |   |   |   |   |   |   | P.ti |
| ---- | ----------- | ------------ | -- | -- | -- | -- | - | - | - | - | - | - | - | - | - | - | ---- |
| 1    | Kawasaki    | Ninja 400    | 2  | 2  | 1  | 1  | 1 | 1 | 2 | 1 | 1 | 1 | 1 | 1 | 1 | 1 | 335  |
| 2    | Yamaha      | YZF-R3       | 1  | 1  | 5  | 2  | 4 | 3 | 1 | 3 | 7 | 5 | 3 | 3 | 5 | 4 | 227  |
| 3    | KTM         | RC 390 R     | 16 | 21 | 18 | 12 |   |   |   |   |   |   |   |   |   |   | 4    |